# 6876 Beppeforti
A 6876 Beppeforti (ideiglenes jelöléssel 1994 RK1) a Naprendszer kisbolygóövében található aszteroida. Andrea Boattini és Maura Tombelli fedezte fel 1994. szeptember 5-én.